# Surah
Surah ist eine Handelsbezeichnung für köperbindige Seiden-, Chemiefaser- oder Halbseidengewebe. Die 6- bis 12-bindigen Breitgrat- oder  Mehrgratköper ergeben Stoffe mit einem weichen, angenehmen und vollen Griff sowie einen schweren, fließenden Fall. Nur durch den ausdrucksvollen (plastischen) Köpergrat ist die Schiebefestigkeit eines solchen Seidenstoffes gewährleistet.
Es wird in Surahgewebe mit feiner (schmaler) diagonaler Rippe (Surah-fine-côte) und starker (breiter) diagonaler Rippe(Surah-grosse-côte) unterschieden. Die starkrippigen Stoffe dienen besonders für Futter sowie Tücher und Schals. Aber auch Kleider, Blusen und Krawatten werden aus Surah hergestellt
Das Flächengewicht liegt bei Geweben aus Chemiefasern bei ca. 330 g/m², bei denen aus reiner Seide bei ca. 120 – 160 g/m².